# 东坪乡 (天祝藏族自治县)
东坪乡，是中国甘肃省武威市天祝藏族自治县下辖的一个乡镇级行政单位。

## 行政区划
东坪乡共辖以下地区：
扎帐村、大麦花村、先锋村、坪山村。